# Leptophyllopsis laxa
Leptophyllopsis laxa là một loài rêu tản trong họ Geocalycaceae. Loài này được (Mitt.) Hamlin miêu tả khoa học lần đầu tiên năm 1972.